# Центральний бахш (Урмія)
Центральний бахш (Меркезі, перс. بخش مرکزی شهرستان ارومیه‎‎) — бахш в Ірані, у шахрестані Урмія провінції Західний Азербайджан. Адміністративний центр — місто Урмія. До складу шахрестану входять дехестани:
| Urmia County map                 |
| -------------------------------- |
| Шаблон:Urmia County Labelled Map |

- Бакешлучай
- Барандуз
- Північний Барандузчай
- Південний Барандузчай
- Баш-Калах
- Дул
- Південний Назлуй
- Ровзех-Чай
- Торкаман